# Orange (Califòrnia)
|  | Per a altres significats, vegeu «Comtat d'Orange (Califòrnia)». |

Orange és una ciutat del Comtat d'Orange (Califòrnia). Segons el cens del 2009 tenia 141.634 habitants.

## Demografia
Segons el cens del 2000, Orange tenia 128.821 habitants, 40.930 habitatges, i 30.165 famílies. La densitat de població era de 2.126,5 habitants/km².
Dels 40.930 habitatges en un 37,1% hi vivien nens de menys de 18 anys, en un 57,1% hi vivien parelles casades, en un 11,6% dones solteres, i en un 26,3% no eren unitats familiars. En el 19,5% dels habitatges hi vivien persones soles el 6,6% de les quals corresponia a persones de 65 anys o més que vivien soles. El nombre mitjà de persones vivint en cada habitatge era de 3,02 i el nombre mitjà de persones que vivien en cada família era de 3,43.
Per edats la població es repartia de la següent manera: un 26,7% tenia menys de 18 anys, un 9,9% entre 18 i 24, un 33,3% entre 25 i 44, un 20,5% de 45 a 60 i un 9,6% 65 anys o més.
L'edat mediana era de 33 anys. Per cada 100 dones de 18 o més anys hi havia 98,7 homes.
La renda mediana per habitatge era de 58.994 $ i la renda mediana per família de 64.573 $. Els homes tenien una renda mediana de 42.144 $ mentre que les dones 34.159 $. La renda per capita de la població era de 24.294 $. Entorn del 6,8% de les famílies i el 10% de la població estaven per davall del llindar de pobresa.

## Poblacions properes
El següent diagrama mostra les poblacions més properes.